# Leucania metargyria
Leucania metargyria är en fjärilsart som beskrevs av Rothschild 1915. Leucania metargyria ingår i släktet Leucania och familjen nattflyn. Inga underarter finns listade i Catalogue of Life.